# کوری، مالی
کوری (به لاتین: Koury) یک منطقهٔ مسکونی در مالی است که در استان سیکاسو واقع شده‌است.
 کوری ۷۱۲ کیلومتر مربع مساحت و ۵۴٬۴۳۵ نفر جمعیت دارد.